# Северин из Септемпеды
Северин (умер в 550 году) — святой епископ Септемпеды. День памяти — 8 июня.
Святой Северин был братом святого Викторина (умер в 543 году). Они были отшельниками на горе Монтенеро (современная Италия), после того как раздали бедным своё немалое состояние. Они также жили отшельниками в пещерах неподалёку от Пиорако (Pioraco).
Призванный на епископское служение папой римским Вигилием, святой Северин стал окормлять епархию Септемпеда (современный Сан-Северино, Марке). Викторин в то же время был епископом в Камерино.